# Albert Poldesz
Albert Poldesz, ungarische Namensform Poldesz Albert (* 11. Oktober 1925 in Ráksi, Ungarn; † 23. April 1997 in Basel) war ein ungarischer Lyriker.

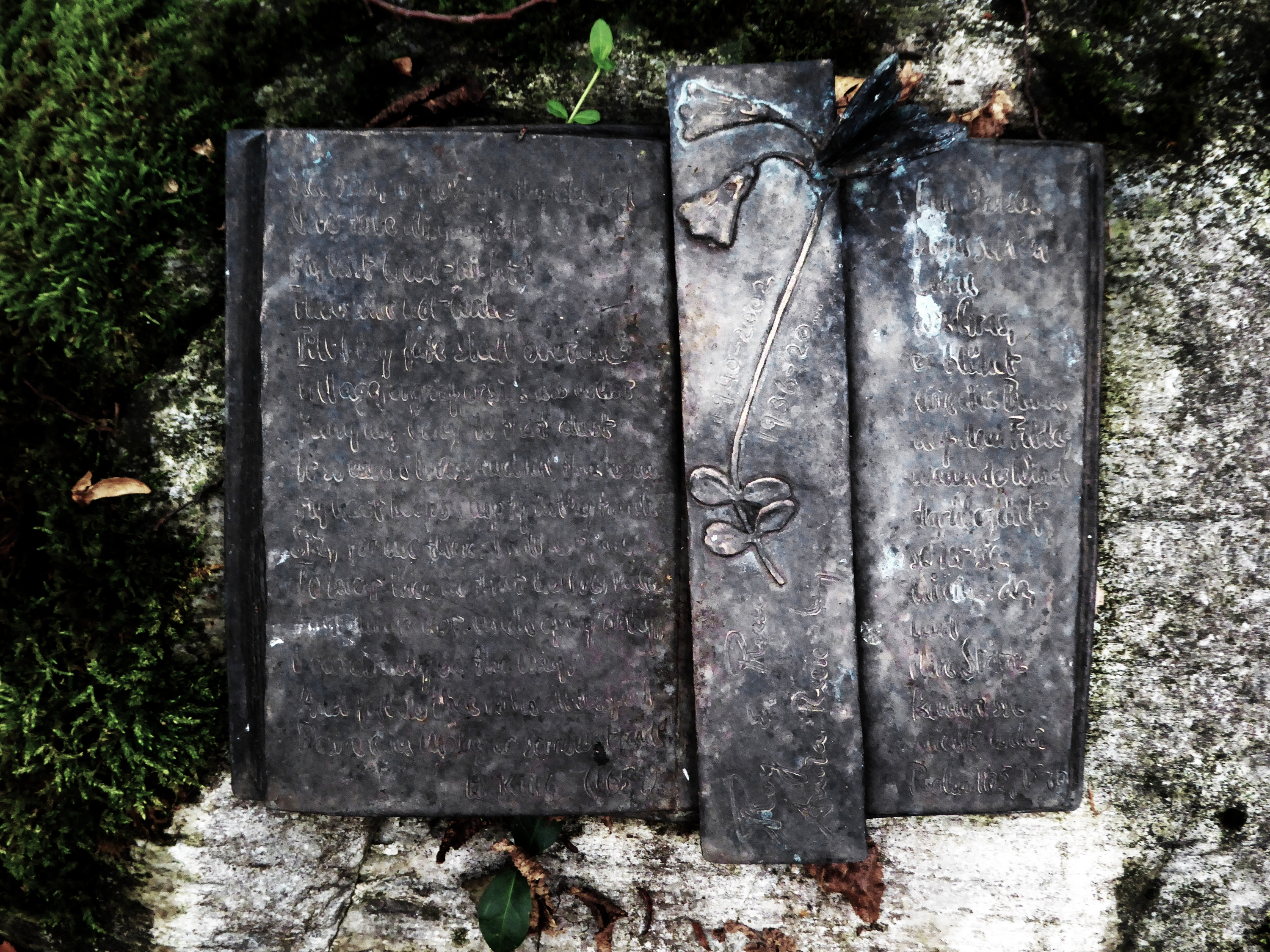
Grab, Friedhof am Hörnli.

## Leben

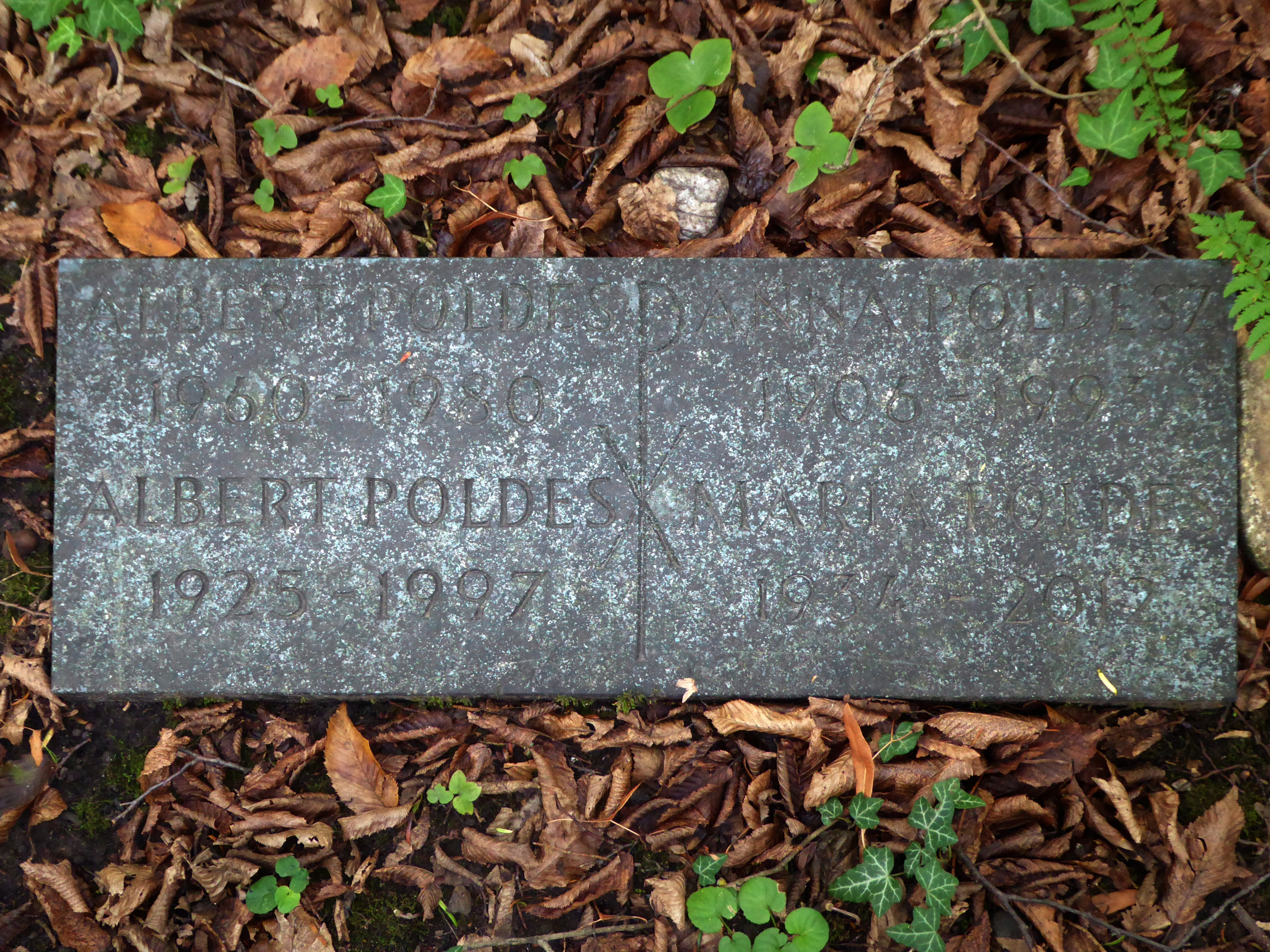
Grab, Friedhof am Hörnli

Albert Poldesz flüchtete in Folge des Ungarischen Volksaufstands nach Basel, wo er ab 1957 an der Universität Basel Wirtschaftswissenschaften studierte. Anschliessend arbeitete er als Prokurist bei der Schweizerischen Lebensversicherungsgesellschaft (Patria). 1970 änderte er seinen Namen auf Poldes und war ab dann Bürger von Basel. 1990 erschien sein erster Gedichtband Hallgatni, szólni szabad. Weitere Werke sind Éled az erdő (1991) und Pipics (1993). 
Albert Poldesz fand seine letzte Ruhestätte auf dem Friedhof am Hörnli.